# Джованні Пелльєло
Джованні Пелльєло  (італ. Giovanni Pellielo, нар. 11 січня 1970) — італійський стрілець, олімпійський медаліст.

## Виступи на Олімпіадах
| Олімпіада           | Дисципліна              | Місце |
| ------------------- | ----------------------- | ----- |
| Барселона 1992      | траншейний стенд, мікст | 10    |
| Атланта 1996        | траншейний стенд        | 13T   |
| Сідней 2000         | траншейний стенд        | 3     |
| Афіни 2004          | траншейний стенд        | 2     |
| Пекін 2008          | траншейний стенд        | 2     |
| Ріо-де-Жанейро 2016 | траншейний стенд        | 2     |
| Париж 2024          | траншейний стенд        | 16    |